# 钓鱼台水库 (宿松)
钓鱼台水库是中国安徽省安庆市宿松县境内的一座水库，位于长江支流二郎河上，建于1973年。水库正常库容为6590万立方米，集雨面积为120平方千米，海拔为90米。